# 텍사스 레인저 (영화)
텍사스 레인저(Texas Rangers)는 2001년 개봉한 미국의 서부 드라마 영화이다. 이 영화는 조지 더럼이 쓴 책 "Taming the Nueces Strip"에 어느 정도 기반을 두고 있다. 이 영화는 비평가들의 혹평을 받았고 흥행 실패작이었다.

## 줄거리
남북전쟁 후 10년, 텍사스 주지사는 멕시코 국경 지역의 치안 유지를 위해 리앤더 맥넬리에게 텍사스 레인저스 재편성을 요청한다. 링컨 로저스 더니슨은 가족과 재회하는 순간, 존 킹 피셔 일당의 습격으로 가족을 모두 잃고 소를 도둑맞는다. 복수를 다짐한 링컨은 우연히 만난 카우보이 조지 더럼과 함께 레인저스에 합류하기 위해 브라운스빌로 향한다.
브라운스빌에서 링컨은 부당하게 자원을 갈취하려는 무리를 목격하고, 맥넬리가 등장하여 그들을 제압한다. 맥넬리는 정의를 위해 싸우려는 링컨의 의지를 보고 그를 비롯한 여러 사람들을 레인저스로 받아들인다. 맥넬리는 교육 수준이 높은 링컨을 자신의 서기로 임명하고 자신이 결핵으로 죽어가고 있음을 밝힌다. 훈련 중, 레인저스 동료가 맥넬리를 암살하려다 실패하고, 링컨은 자신이 맥넬리를 위험에 빠뜨렸다고 자책하며 떠나려 하지만, 맥넬리의 설득으로 다시 합류한다.
레인저스는 첫 전투에서 포로를 잡지만, 맥넬리는 포로들의 배신을 알고 그들을 즉결 처형한다. 이에 링컨은 불만을 품는다. 이후 피셔 일당을 추격하던 중 매복에 걸려 많은 레인저스가 사망한다. 맥넬리는 생존자들과 납치된 멕시코 서커스 단원 페르디타를 데리고 친구 듀크스 대위의 목장으로 향한다.
목장에서 링컨과 조지는 듀크스의 딸 캐롤라인의 마음을 얻기 위해 경쟁한다. 페르디타로부터 피셔가 로건 목장을 습격할 계획이라는 정보를 얻지만, 이는 거짓으로 드러나고, 피셔 일당은 듀크스 목장을 습격하여 듀크스를 납치한다. 멕시코로 도망친 피셔는 맥넬리 앞에서 듀크스를 처형한다. 맥넬리는 복수를 위해 페르디타를 처형하려 하지만, 링컨의 변호로 페르디타는 풀려난다. 맥넬리는 유언을 링컨에게 남기고, 자신의 모든 재산과 레인저스 지휘권을 그에게 넘긴다.
레인저스는 멕시코 요새를 공격하여 피셔 일당을 제압하고 링컨은 가족의 복수에 성공한다. 듀크스 목장으로 돌아온 맥넬리는 죽음을 앞두고 링컨과 조지에게 정의로운 레인저스를 유지해달라고 부탁한다. 조지는 캐롤라인과 함께 목장에 남고, 링컨은 레인저스를 이끌며 떠난다.

## 캐스팅
- 제임스 코번 - 해설
- 제임스 밴 더 빅 - 링컨 로저스 더니슨
- 레이철 리 쿡 - 캐럴라인 듀크스
- 딜런 맥더못 - 린더 맥너리
- 앨프리드 몰리나 - 존 킹
- 톰 스커릿 - 프랭크 듀크스

## SBS 성우진 (2006년 11월 12일)
- 설영범 - 린더 맥널리(딜런 맥더못)
- 양석정 - 링컨 로저스 더니슨(제임스 밴 더 빅)
- 임성표 - 존 킹 피셔(앨프리드 몰리나)
- 이윤선 - 프랭크 듀크스(톰 스커릿)
- 서광재
- 한호웅
- 서문석
- 양정애
- 이원준
- 엄현정
- 이장원